# پوست تیره

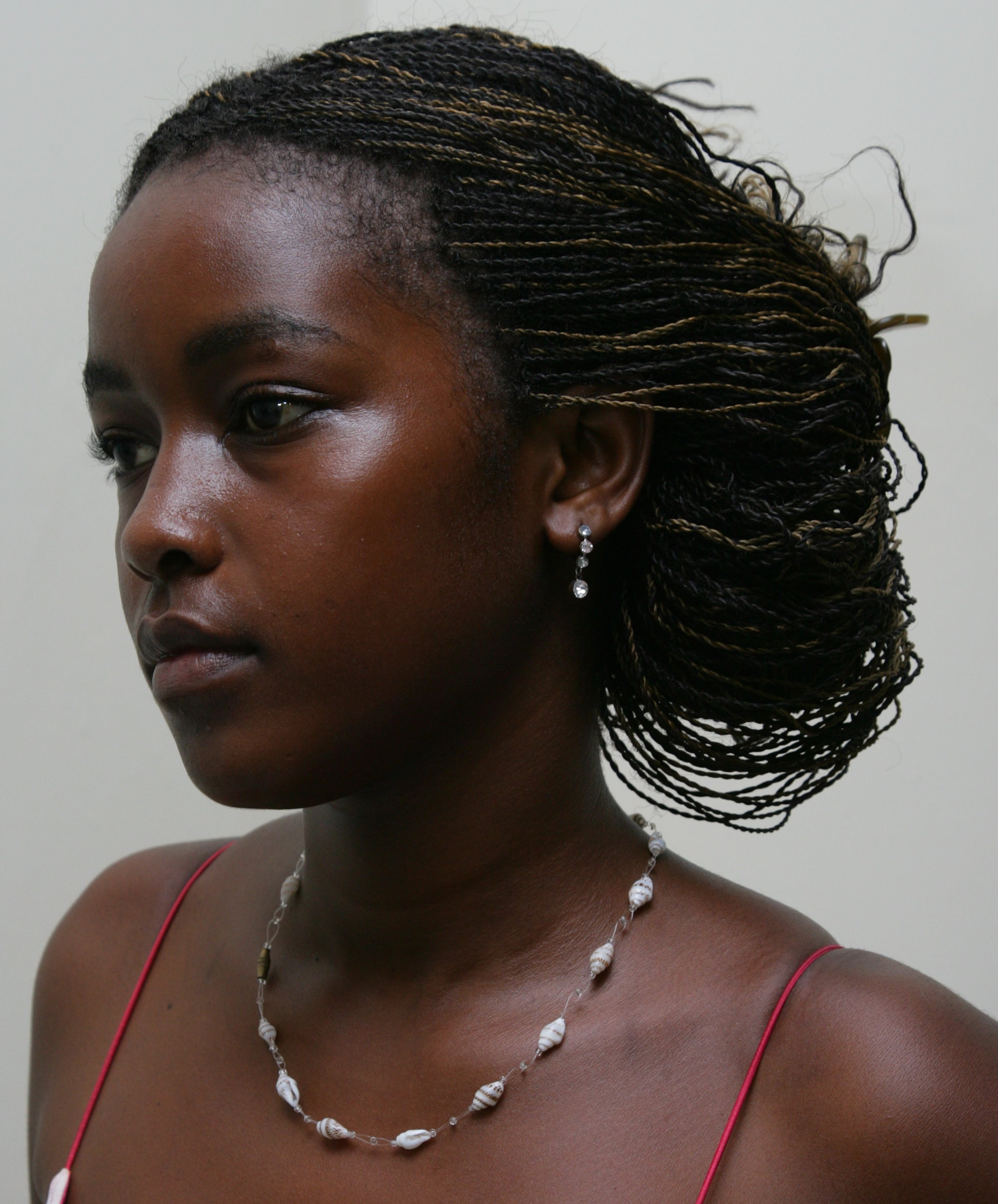
یک زن با پوست تیره

پوست تیره (انگلیسی: Dark skin) گونه‌ای از رنگ پوست انسان است که سرشار از رنگدانه‌های ملانین و به ویژه ایمولانین است. افراد دارای پوست تیره غالباً به عنوان سیاه‌پوست خوانده می‌شوند. اعتقاد بر این است که تکامل پوست تیره از حدود ۱/۲ میلیون سال‌پیش شروع شده‌است. انسان‌هایی که دارای پوستی تیره هستند، غنی از ملانین و به ویژه اووملانین(نام علمی: Eumelanin) هستند و ملانوزوم بیشتری نیز دارند که به عنوان یک محافظ عالی در قبال اثرات مضر اشعه فرابنفش عمل می‌نماید. این ترکیب به بدن کمک می‌کند تا ضمن حفظ ذخایر اسید فولیک از آسیب مستقیم دی‌ان‌ای جلوگیری شود.